# Boronia edwardsii
Boronia edwardsii är en vinruteväxtart som beskrevs av George Bentham. Boronia edwardsii ingår i släktet Boronia och familjen vinruteväxter. Inga underarter finns listade i Catalogue of Life.